# Nannophlebia anticantha
Nannophlebia anticantha is een libellensoort uit de familie van de korenbouten (Libellulidae), onderorde echte libellen (Anisoptera).
De wetenschappelijke naam Nannophlebia anticantha is voor het eerst geldig gepubliceerd in 1963 door Lieftinck.